# Liste der Bodendenkmäler in Bad Oeynhausen
Die Liste der Bodendenkmäler in Bad Oeynhausen enthält die denkmalgeschützten unterirdischen baulichen Anlagen, Reste oberirdischer baulicher Anlagen, Zeugnisse tierischen und pflanzlichen Lebens und paläontologischen Reste auf dem Gebiet der Stadt Bad Oeynhausen im Kreis Minden-Lübbecke in Nordrhein-Westfalen (Stand: April 2017). Diese Bodendenkmäler sind in Teil B der Denkmalliste der Stadt Bad Oeynhausen eingetragen; Grundlage für die Aufnahme ist das Denkmalschutzgesetz Nordrhein-Westfalen (DSchG NRW).
| Bild | Bezeichnung                                                    | Lage                                                                                     | Beschreibung | Bauzeit | Eingetragen seit | Denkmal- nummer |
| --- | -------------------------------------------------------------- | ---------------------------------------------------------------------------------------- | ------------ | ------- | ---------------- | --------------- |
| Großsteingrab und UrnenfriedhofSteinkammergrab Werster Straße | Großsteingrab und Urnenfriedhof Steinkammergrab Werster Straße | Werste Werster Straße Karte                                                              |              |         |                  | 1               |
| BW | Restfläche eines frühsächsischen Urnenfriedhofes               | Werste Karte                                                                             |              |         |                  | 2               |
| | Urnenfriedhof Wulferdingsen                                    | Wulferdingsen                                                                            |              |         |                  | 3               |
| BW | Wölbäcker                                                      | Wulferdingsen Karte                                                                      |              |         |                  | 4               |
| BW | Minden-Ravensbergische Landwehr                                | Lohe Karte                                                                               |              |         |                  | 5               |
| BW | eisenzeitlicher Siedlungsplatz                                 | Rehme Karte                                                                              |              |         |                  | 6               |
| [[Vorlage:Bilderwunsch/code!/C:52.212476,8.773519!/D:frühgeschichtlicher Siedlungsplatz Bannenbühne in Werste, Gebiet zwischen Gohfelder Poststr./Rudolf-Harbig-Str./Am Wiesendamm/Sandweg!/\|BW]] | frühgeschichtlicher Siedlungsplatz Bannenbühne in Werste       | Werste Gebiet zwischen Gohfelder Poststr./Rudolf-Harbig-Str./Am Wiesendamm/Sandweg Karte |              |         |                  | 7               |
| BW | Urnenfriedhof der jüngeren Bronzezeit und frühen Eisenzeit     | Stadtzentrum Karte                                                                       |              |         |                  | 8               |
| weitere Bilder | frühgeschichtliche Wehranlage (Dehmer Burg)                    | Dehme Karte                                                                              |              |         |                  | 9               |